# Rory Culkin
Rory Hugh Culkin (New York, 1989. július 21.–) amerikai színész. Olyan filmekben szerepelt, mint a Sikoly 4., A sötétség gyermekei, Számíthatsz rám, Columbus és a Jelek (M. Night Shyamalan film). A szintén színészek, Macaulay Culkin és Kieran Culkin fiatalabbik testvére.

## Fiatalkora
Culkin New Yorkban született, Patricia Brentrup és a hosszú ideig a Broadwayen szereplő Christopher 'Kit' Culkin gyermekeként. Culkin nyolc gyermek közül a legfiatalabb; négy bátyja van: Shane (1976), Macaulay (1980), Kieran (1982) és Christian (1987), valamint három nővére: Jennifer (1970–2000) Dakota (1978–2008) és Quinn (1984). Nővérének, Jennifernek más édesanyja volt. Culkin Bonnie Bedelia színésznő unokaöccse, aki az apja nővére.

## Filmográfia

### Filmek
| Év   | Cím                             | Szerep                 | Magyar hang     | Megjegyzés |  |
| ---- | ------------------------------- | ---------------------- | --------------- | --- |  |
| 1993 | A jófiú                         | Richard Evans          |                 | fotó cameoszerep |  |
| 1994 | Richie Rich – Rosszcsont beforr | Richie fiatalon        |                 | |  |
| 2000 | Számíthatsz rám                 | Rudy Prescott          |                 | Young Artist Award a legjobb játékfilm teljesítményéért - fiatal támogató színész Jelölve - Independent Spirit díj a legjobb debütáló előadásért Jelölve - Phoenix Film Critics Society díj a legjobb teljesítményéért főszerep vagy támogató szerepben. |  |
| 2002 | Jelek                           | Morgan Hess            | Baráth István   | Jelölve - Young Artist Award a legjobb játékfilm teljesítményéért - fiatal főszereplő színész Jelölve - Phoenix Film Critics Society díj a legjobb teljesítményért főszerep - vagy támogató szerepben.                                                   |  |
| 2002 | Minden jöhet                    | Igby 10 évesen         | Nagy Gereben    | |  |
| 2003 | Túl nagy család                 | Eli Gromberg           | Morvay Gábor    | |  |
| 2004 | A harag sodrása                 | Sam Merric             | Berkes Bence    | limitált kiadás Independent Spirit díj megosztva Ryan Kelley, Scott Mechlowicz, Trevor Morgan, Josh Peck és Carly Schroeder személyekkel Jelölve - Young Artist Award a legjobb játékfilm teljesítményéért - fiatal főszereplő színész                   |  |
| 2005 | Kegyetlen jel                   | Johnny Parish          | Jelinek Márk    | |  |
| 2005 | Elrabolva                       | Charlie Stifle         |                 | limitált kiadás |  |
| 2005 | San Fernando völgye             | Lonnie                 | Ungvári Gergely | limitált kiadás |  |
| 2006 | Az éjszaka hangjai              | Pete D. Logand         |                 | Jelölve - Young Artist Award a legjobb játékfilm teljesítményéért - fiatal támogató színész |  |
| 2008 | Chasing 3000                    | tinédzser Roger Straka |                 | |  |
| 2008 | Kuszaságok                      | Scott Bartlett         | Baráth István   | |  |
| 2010 | 12 – A romlás napjai            | Chris                  | Hamvas Dániel   | |  |
| 2011 | Hick                            | Clement                |                 | |  |
| 2011 | Sikoly 4.                       | Charlie Walker         | Baráth István   | |  |
| 2012 | Szeplőtelen fogantatás          | Clyde                  | Gacsal Ádám     | |  |
| 2014 | Gabriel                         | Gabriel                |                 | Jelölve — Gotham Independent Film díj az áttörő színésznek |  |
| 2015 | Intruders                       | Dan Cooper             |                 | |  |
| 2016 | Jack Goes Home                  | Jack                   |                 | |  |
| 2016 | Welcome to Willits              | Possum                 |                 | |  |
| 2017 | Columbus                        | Gabriel                |                 | |  |
| 2017 | A Sway-tó kincse                | Ollie                  |                 | |  |
| 2017 | Bullet Head                     | Gage                   |                 | |  |
| 2018 | A sötétség gyermekei            | Euronymous             | Dér Zsolt       | |  |
| 2020 | The Last Thing Mary Saw         | Rupert                 |                 | |  |

### Televíziós sorozatok
| Év      | Cím                        | Szerep          | Megjegyzés                                                                                       |
| ------- | -------------------------- | --------------- | ------------------------------------------------------------------------------------------------ |
| 2001    | Szünidős Télapó (TV film)  | Jackson Mayhew  | Jelölve - Young Artist Award a legjobb tévés film vagy különleges előadásért - fiatal főszereplő |
| 2001-02 | A meló                     | Davey McNeil    | Epizód: "Elizabeth" "Neighbor"                                                                   |
| 2002    | The Twilight Zone          | Craig Hansen    | Epizód: "Azoth the Avenger Is a Friend of Mine"                                                  |
| 2003    | Különleges ügyosztály      | Joe Blaine      | Epizód: "Manic"                                                                                  |
| 2017-18 | Sneaky Pete                | Gavin           | Epizód: "Coyote Is Always Hungry"                                                                |
| 2018    | Waco                       | David Thibodeau | mini-széria                                                                                      |
| 2018    | Castle Rock                | Willie          | Hulu eredeti széria; 4 epizód                                                                    |
| 2019    | Város a hegyen             | Clay Roach      |                                                                                                  |
| 2022    | Under the Banner of Heaven | Samuel Lafferty | főszerep                                                                                         |